# HD 7199
HD 7199 — звезда в созвездии Тукана на расстоянии около 117,4 световых лет от нас. Вокруг звезды обращается, как минимум, одна планета.

## Характеристики
HD 7199 представляет собой оранжевый субгигант 8,06 видимой звёздной величины. Впервые упоминается в каталоге Генри Дрейпера, составленном в начале XX века. Масса звезды равна 93 % массы Солнца, а радиус — 99 % солнечного. Температура поверхности HD 7199 составляет приблизительно 5357 кельвинов; светимость равна 72 % солнечной светимости. Возраст звезды оценивается приблизительно в 9,2 миллиарда лет.

## Планетная система
В 2011 году группой астрономов, работающих со спектрографом HARPS, было объявленооб открытии планеты HD 7199 b в системе. Это газовый гигант, имеющий массу, приблизительно равную массе Сатурна. Планета обращается на расстоянии 1,36 а.е. от родительской звезды. Год на ней длится около 615 суток. Открытие HD 7199 b было совершено методом доплеровской спектроскопии.